# 多発外傷

多発外傷（たはつがいしょう）とは、身体の複数部位において外傷を負った場合を言う。一般的には頭部、胸部、腹部、骨盤、四肢など身体の2か所以上の部位に生命を脅かすような損傷がある場合を言う。重症外傷ではこの多発外傷を占める割合が非常に高い。